# Tribladtjärn
Tribladtjärn este o arie protejată (arie specială de conservare — SAC, sit de importanță comunitară — SCI) din Suedia întinsă pe o suprafață de 179,3 ha, integral pe uscat.

## Localizare
Centrul sitului Tribladtjärn este situat la coordonatele 64°02′37″N 19°17′21″E / 64.0435°N 19.2892°E.

## Înființare
Situl Tribladtjärn a fost declarat sit de importanță comunitară în ianuarie 1998 pentru a proteja 1 specie de plante. Situl a fost protejat și ca arie specială de conservare în martie 2011.

## Biodiversitate
Situată în ecoregiunea boreală, aria protejată conține 4 habitate naturale: Mlaștini împădurite, Mlaștini turboase de tranziție și turbării mișcătoare, Taiga vestică, Lacuri și iazuri distrofice naturale.
La baza desemnării sitului se află o specie protejată de  plante: Ranunculus lapponicus.